# Сангли (княжество)

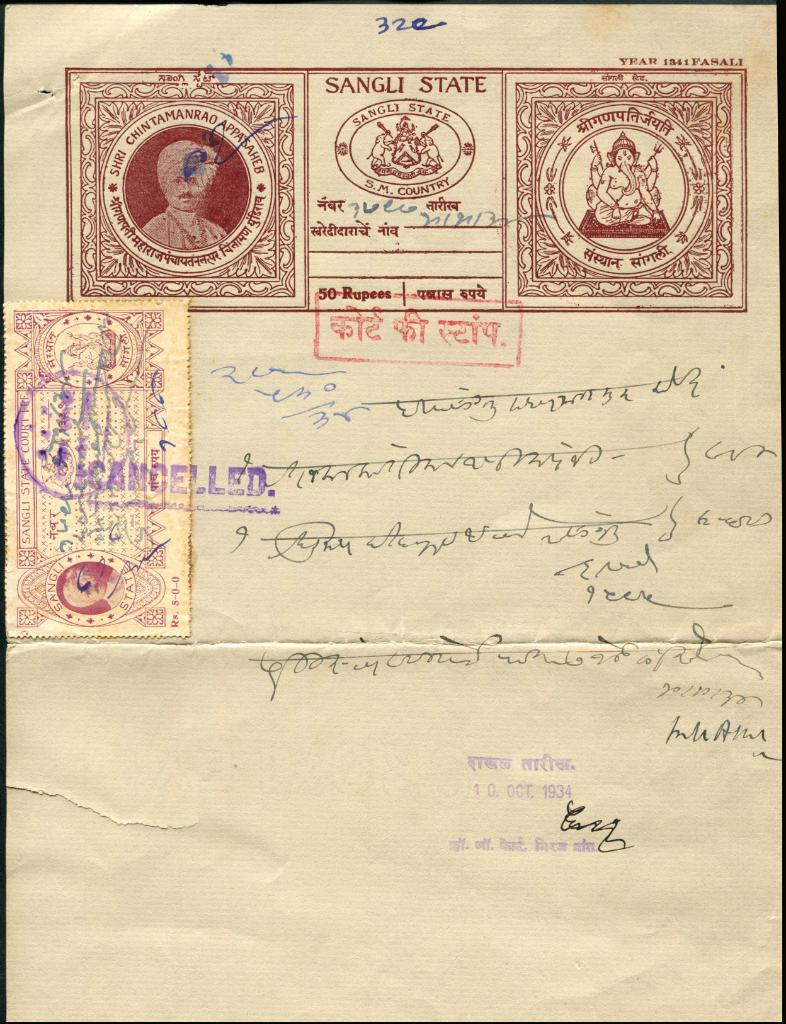
Гербовая бумага княжества Сангли, 1934 год.

Княжество Сангли — туземное княжество Индии в период британского владычества. Княжество находилось под контролем Резиденции Колхапур-Деккана в Бомбейском президентстве, а затем в Агентстве Декканских княжеств.
Княжество Сангли занимало площадь в 2880 км² и имело население в 226 128 человек в 1901 году, в то время как население самого города составляло 16 829 человек в том же году.
Столицей государства был город Сангли. Город получил свое название от «Саха Галли» («шесть переулков» на маратхи).

## История
Сангли входил в состав Маратхской империи в качестве одного из южных джагиров (поместий). Однако прямых упоминаний о Сангли до 1801 года нет. Во времена Чатрапати Шиваджи Сангли, Мирадж и прилегающие районы были захвачены у Империи Великих Моголов. До 1801 года Сангли входил в состав джагира Мирадж. Первый Чинтаман Рао Аппа Сахиб Патвардхан основал другое княжество со столицей в Сангли.
5 мая 1819 года княжество Сангли стало британским протекторатом. Его территория была широко разбросана среди других туземных княжеств и британских округов.
Последним правителем Сангли был капитан Шримант Раджа Сахиб сэр Чинтаманрао II Дхундираджрао Аппа Сахиб Патвардхан (1903—1948). Княжество Сангли присоединилось к Индийскому союзу 19 февраля 1948 года и в настоящее время является частью штата Махараштра.

## Правители княжества
Правители государства Сангли были индуистами и принадлежали к династии Патвардхан. Они пользовались титулом «Рао». Последний правитель принял титул «Раджа».
Династия Патвардхана принадлежала к касте Читпаванских брахманов, родом из Котавады в Ратнагири. Харибхат, который был семейным жрецом другого Читпаванского брамина, вождя Ичалкаранджи. Трое сыновей Харибхата служили пешве и отличились во время ряда маратхских военных кампаний. Пешва наградил их джагирами: Джамханди, Мирадж, Сангли и Курундвад, чтобы почтить их храбрость и мужество.

### Рао
- 1782 — 15 июля 1851: Чинтаман Рао I «Аппа Сахиб» (1776 — 15 июля 1851), второй сын Мехербана Шриманта Сардаар Пандуранграо Говиндрао Патвардхана, 4-го главы джагира Мирадж. В 1782 году после смерти своего старшего брата стал 6-м главой Мираджа. В 1782—1801 годах правил под регентством своего дяди Гангадхаррао Говиндрао. Участвовал в ряде военных кампаний маратхского пешвы. В 1801 году перенес свою резиденцию из Мираджа в Сангли. В 1819 году перешел под британский протекторат. Участвовал в английских военных кампаниях в Персии (1838) и Афганистане (1839).
- 15 июля 1851 — 12 декабря 1901: Дхунди Рао Чинтаман Рао «Татья Сахиб» (12 июля 1838 — 12 декабря 1901), младший (четвертый) сын предыдущего. Правил под руководством регентского совета, пока не достиг совершеннолетия и не был наделен всеми правящими полномочиями 12 июля 1860 года. Открыл муниципалитет Сангли, основал библиотеку в Сангли, первую современную больницу в 1855 году, английские и санскритские школы, учредил бесплатное образование и выделил специальные гранты и премии для содействия образованию среди отсталых классов, мусульман и девочек. Он также развивал сельскохозяйственный сектор, особенно производство сахарного тростника, куркумы, хлопка и винограда.
- 15 июня 1903 — 1 июня 1932: Капитан Чинтаман Рао II Дхунди Рао «Аппа Сахиб» (14 февраля 1890 — 23 февраля 1965), родился под именем Винаякрао Чинтаманрао Патвардхан (Бхау Сахиб), старший сын Шриманта Чинтаманрао Ганпатрао Патвардхана (Аппы Сахиба), приёмный сын предыдущего. С 1 января 1923 года — сэр Чинтаман Рао II Дхунди Рао. Правил под руководством регентского совета, пока не достиг совершеннолетия и не был наделен всей полнотой правящей власти 2 июня 1910 года. Получил чин капитана в 1938 году. Ему были пожалованы постоянный салют из 9 орудий в знак признания военных заслуг 1 января 1918 года и личный салют из 11 орудий со стилем «Его Высочество» 3 июня 1927 года. 1 июня 1932 года ему был пожалован наследственный титул раджи.

### Раджа
- 1 июня 1932 — 19 февраля 1948: Капитан Чинтаман Рао II Дхунди Рао «Аппа Сахиб» (14 февраля 1890 — 23 февраля 1965), приёмный сын и наследник Дхунди Рао Чинтамана Рао «Татьи Сахиба». Ему был пожалован наследственный стиль «Его Высочество» 1 января 1948 года. Объединил свое государство с Бомбейским президентством 8 марта 1948 года.

### Титулярные раджи
- 19 февраля 1948 — 23 февраля 1965: сэр Чинтаман Рао Дхунди Рао «Аппа Сахиб» (14 февраля 1890 — 23 февраля 1965)
- 23 февраля 1965 года — настоящее время: Виджайсин Мадхаврао Патвардхан (род. 24 августа 1942), единственный сын Мадхаврао Чинтаманрао Патварджана (1915—2002), внук и преемник предыдущего.